# 1185 год
1185 (ты́сяча сто во́семьдесят пя́тый) год  по юлианскому календарю — невисокосный год, начинающийся во вторник. Это 1185 год нашей эры, 5‑й год 9‑го десятилетия XII века 2‑го тысячелетия, 6‑й год 1180‑х годов. Он закончился 840 лет назад.
| Пн | Вт | Ср | Чт | Пт | Сб | Вс |
|    | 1  | 2  | 3  | 4  | 5  | 6  |
| 7  | 8  | 9  | 10 | 11 | 12 | 13 |
| 14 | 15 | 16 | 17 | 18 | 19 | 20 |
| 21 | 22 | 23 | 24 | 25 | 26 | 27 |
| 28 | 29 | 30 | 31 |    |    |    |

| Пн | Вт | Ср | Чт | Пт | Сб | Вс |
|    |    |    |    | 1  | 2  | 3  |
| 4  | 5  | 6  | 7  | 8  | 9  | 10 |
| 11 | 12 | 13 | 14 | 15 | 16 | 17 |
| 18 | 19 | 20 | 21 | 22 | 23 | 24 |
| 25 | 26 | 27 | 28 |    |    |    |

| Пн | Вт | Ср | Чт | Пт | Сб | Вс |
|    |    |    |    | 1  | 2  | 3  |
| 4  | 5  | 6  | 7  | 8  | 9  | 10 |
| 11 | 12 | 13 | 14 | 15 | 16 | 17 |
| 18 | 19 | 20 | 21 | 22 | 23 | 24 |
| 25 | 26 | 27 | 28 | 29 | 30 | 31 |

| Пн | Вт | Ср | Чт | Пт | Сб | Вс |
| 1  | 2  | 3  | 4  | 5  | 6  | 7  |
| 8  | 9  | 10 | 11 | 12 | 13 | 14 |
| 15 | 16 | 17 | 18 | 19 | 20 | 21 |
| 22 | 23 | 24 | 25 | 26 | 27 | 28 |
| 29 | 30 |    |    |    |    |    |

| Пн | Вт | Ср | Чт | Пт | Сб | Вс |
|    |    | 1  | 2  | 3  | 4  | 5  |
| 6  | 7  | 8  | 9  | 10 | 11 | 12 |
| 13 | 14 | 15 | 16 | 17 | 18 | 19 |
| 20 | 21 | 22 | 23 | 24 | 25 | 26 |
| 27 | 28 | 29 | 30 | 31 |    |    |

| Пн | Вт | Ср | Чт | Пт | Сб | Вс |
|    |    |    |    |    | 1  | 2  |
| 3  | 4  | 5  | 6  | 7  | 8  | 9  |
| 10 | 11 | 12 | 13 | 14 | 15 | 16 |
| 17 | 18 | 19 | 20 | 21 | 22 | 23 |
| 24 | 25 | 26 | 27 | 28 | 29 | 30 |

| Пн | Вт | Ср | Чт | Пт | Сб | Вс |
| 1  | 2  | 3  | 4  | 5  | 6  | 7  |
| 8  | 9  | 10 | 11 | 12 | 13 | 14 |
| 15 | 16 | 17 | 18 | 19 | 20 | 21 |
| 22 | 23 | 24 | 25 | 26 | 27 | 28 |
| 29 | 30 | 31 |    |    |    |    |

| Пн | Вт | Ср | Чт | Пт | Сб | Вс |
|    |    |    | 1  | 2  | 3  | 4  |
| 5  | 6  | 7  | 8  | 9  | 10 | 11 |
| 12 | 13 | 14 | 15 | 16 | 17 | 18 |
| 19 | 20 | 21 | 22 | 23 | 24 | 25 |
| 26 | 27 | 28 | 29 | 30 | 31 |    |

| Пн | Вт | Ср | Чт | Пт | Сб | Вс |
|    |    |    |    |    |    | 1  |
| 2  | 3  | 4  | 5  | 6  | 7  | 8  |
| 9  | 10 | 11 | 12 | 13 | 14 | 15 |
| 16 | 17 | 18 | 19 | 20 | 21 | 22 |
| 23 | 24 | 25 | 26 | 27 | 28 | 29 |
| 30 |    |    |    |    |    |    |

| Пн | Вт | Ср | Чт | Пт | Сб | Вс |
|    | 1  | 2  | 3  | 4  | 5  | 6  |
| 7  | 8  | 9  | 10 | 11 | 12 | 13 |
| 14 | 15 | 16 | 17 | 18 | 19 | 20 |
| 21 | 22 | 23 | 24 | 25 | 26 | 27 |
| 28 | 29 | 30 | 31 |    |    |    |

| Пн | Вт | Ср | Чт | Пт | Сб | Вс |
|    |    |    |    | 1  | 2  | 3  |
| 4  | 5  | 6  | 7  | 8  | 9  | 10 |
| 11 | 12 | 13 | 14 | 15 | 16 | 17 |
| 18 | 19 | 20 | 21 | 22 | 23 | 24 |
| 25 | 26 | 27 | 28 | 29 | 30 |    |

| Пн | Вт | Ср | Чт | Пт | Сб | Вс |
|    |    |    |    |    |    | 1  |
| 2  | 3  | 4  | 5  | 6  | 7  | 8  |
| 9  | 10 | 11 | 12 | 13 | 14 | 15 |
| 16 | 17 | 18 | 19 | 20 | 21 | 22 |
| 23 | 24 | 25 | 26 | 27 | 28 | 29 |
| 30 | 31 |    |    |    |    |    |

## События

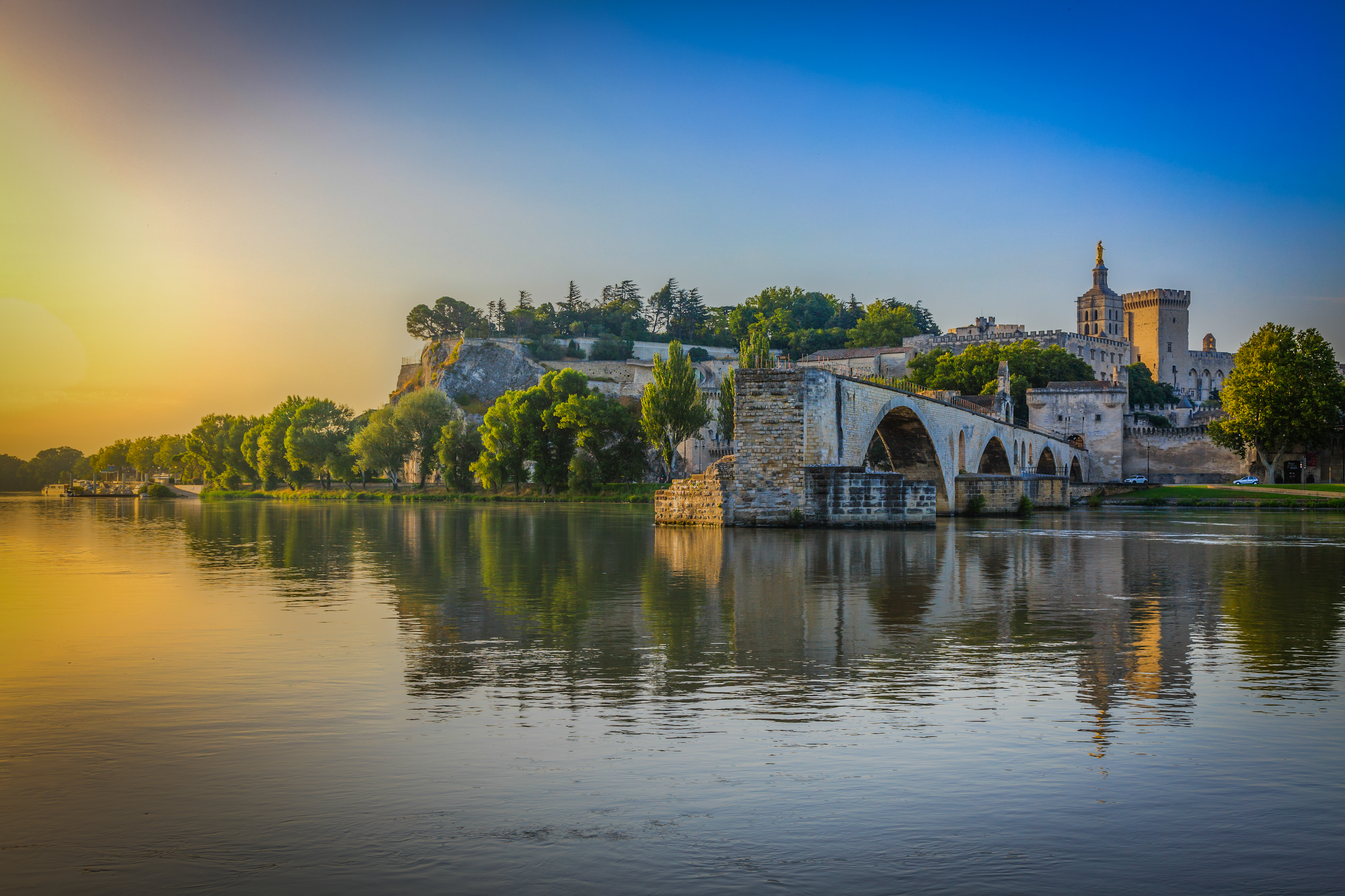
Мост Сен-Бенезе, построенный в 1185 году

- 1180—1185 — закончилась война Минамото и Тайра, приведшая к установлению первого в истории Японии сёгуната[1]:
  - Полный разгром дома Тайра в битве при Данноура[2].
- 1181—1187 — феодальная война во Франции. Вооруженный конфликт между королем Франции Филиппом II Августом и коалицией крупных феодалов, составной частью которого была франко-фламандская война 1181—1185[3]:
  - Июль — заключён Бовский договор завершивший борьбу за земли на севере Франции[3].
- 1182—1185 — закончилась Византийско-венгерская война. Военный конфликт между Венгерским королевством Белы III и Византийской империей[4].
- 7 ноября — византийский полководец Алексей Врана разбил норманнов при Дмитровице и заставил их уйти из империи[5].

- Король Англии Генрих посылает своего сына Иоанна в Ирландию. Конфликт Иоанна с феодалами.
- Альмохады возвращают Беджаю и Алжир, которые были захвачены Бану Гания, потомками Альморавидов.
- Захват королём Сицилии Вильгельмом II Диррахия и Фессалоник. Исаак Комнин изменил Андронику Комнину и захватил Кипр. Казнены Константин Макродука и Андроник Дука, поручившиеся за Исаака. Ослеплены зять Андроника I Алексей Комнин и Константин Трипсих. Сентябрь — Андроник приказал своему начальнику охраны Стефану Агиохристофориту казнить Исаака Ангела. Ангел убил Стефана и бежал в Софию, в столице поднялся мятеж. Родственники Ангела — Иоанн Дука с сыном Исааком — направили толпу в нужном им направлении: Ангел провозглашён императором.
- Андроник Комнин с Агнессой бежал в Азию, но его захватили в Хиле. Толпа в Константинополе зверски с ним расправилась. Отступление Вильгельма. Ангел вернул многих людей из ссылок и тюрем, но повысил налоги. Алексей Ангел, старший брат Исаака, возвращается в столицу.
- Болгары, сербы и валахи во главе с Иваном и Тодором Асенями подняли восстание против византийского правления.
- Мухаммад Гури захватил Лахор в Пенджабе.

## Русь

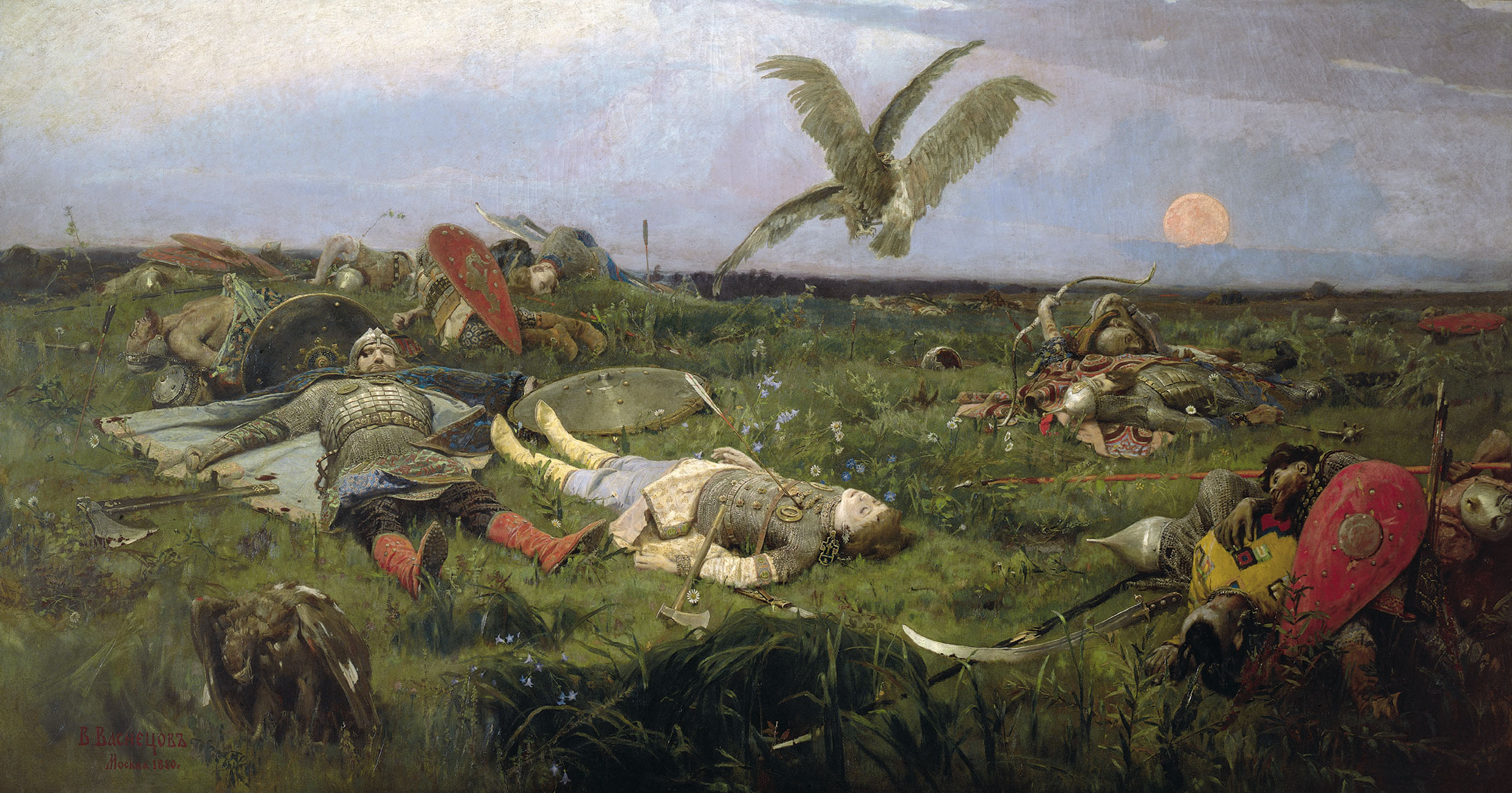
Картина Васнецова В. М. «После побоища Игоря Святославича с половцами»

Правление: 1174, 1176—1181 и 1181—1194 — Святослав Всеволодович
- Февраль—март (либо 1184 год[6])— половецкие ханы совершили набег на Древнерусское государство, используя заимствованную на Востоке осадную технику с зажигательными снарядами[7]. В ответ, на пришедших к р. Хорол половцев хана Кончака, поход совершили киевский князь Святослав Всеволодович, белгородский князь Рюрик Ростиславич, переяславский князь Владимир Глебович, князь Мстислав Романович и чёрные клобуки во главе с Кундувдыем. В результате половцы были разбиты 01 марта, а хан Кончак бежал[8].
- Апрель — на половецкие вежи был направлен отряд чёрных клобуков под командованием воеводы Романа Нездиловича, который на Пасху (21 апреля) захватил вежи, взяв большой полон и множество коней[8].
- Весна — киевский князь рассчитывал направить новый поход «на все лето» в самый центр половецких кочевий к р. Северский Донец. Однако этот замысел был нарушен сепаратными действиями новгород-северского князя Игоря Святославича, который предпринял совместный с сыном Владимиром, братом Всеволодом и племянником Святославом Ольговичем, а также с черниговской «помощью» самостоятельный Половецкий поход, завершившийся тяжёлым поражением русских князей 12 мая в битве на реке Хорол и пленением всех руководителей похода. Этим событиям посвящено одна из глав произведений древне-русской литературы – «Слово о полку Игореве»[8]. Поход описан в Ипатьевской летописи и «Слове о полку Игореве» и сопровождался солнечным затмением 1 мая 1185 года[9][10]. Именно в описании этого затмения в Новгородской летописи обнаружено самое древнее (первое) упоминание наблюдений протуберанцев[11].
- Не ранее 1 мая — поход Игоря Святославича Новгород-Северского на половцев[12].
- Поражение русских северских князей, поставило под удар всю оборону Южной Руси, особенно на левобережье Днепра[13].
- Хан Кончак, не сумев взять город Переяслав, вследствие самоотверженности князя  Владимира Глебовича, возвращаясь в степи взял городок Римов, захватив много полона[14].
- Половецкий хан Кза разорил окрестности Путивля, затем его остановили отправленные в Посемье для организации обороны сыновья киевского князя Олег и Владимир Святославичи[13].
- В Киеве освящена каменная церковь Святого Василия заложенной Святославом Всеволодовичем[15].
- Брак Юрия Андреевича, сына Андрея Боголюбского, и грузинской царицы Тамары.
- Сильно пострадал от пожара г. Владимир, отстроен практически заново[16].
- Первое упоминание в письменных источниках (Ипатьевская летопись) города Трубчевск[17].

## Начало правления

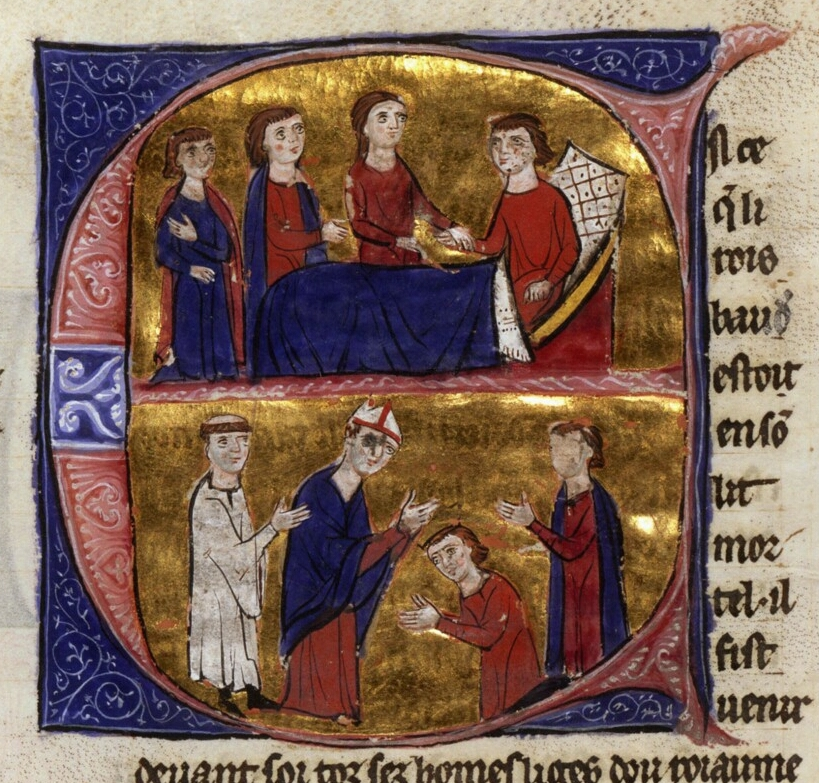
Смерть Балдуина IV и коронация Балдуина V

См. также: Список глав государств в 1185 году
- 1185—1211 — король Португалии Саншу I.
- 1185—1187 — Папа римский Урбан III.
- 1185—1204 — Династия Ангелов в Византии.
- 1185—1195 — Император Византии Исаак II Ангел (ок. 1156 — январь 1204).
- Балдуин V — король Иерусалима после смерти больного проказой дяди, Балдуина IV.
- Смерть Тайра Норимори, Тайра Цунэмори, Тайра Мунэмори, Тайра Томомори, Тайра Сигэхира.
- Закончился период Хэйан (794—1185).
- Начался период Камакура (1185—1333).
- август 1185 — апрель 1190 — годы Бундзи (Япония).

## Родились
См. также: Категория:Родившиеся в 1185 году
- 23 апреля — Афонсу II, король Португалии.
- 18 мая — Константин Всеволодович Мудрый, великий киевский князь[18].
- Ангел Кармелит — святой Римско-католической церкви, иеромонах ордена кармелитов, мученик.

## Скончались
См. также: Категория:Умершие в 1185 году

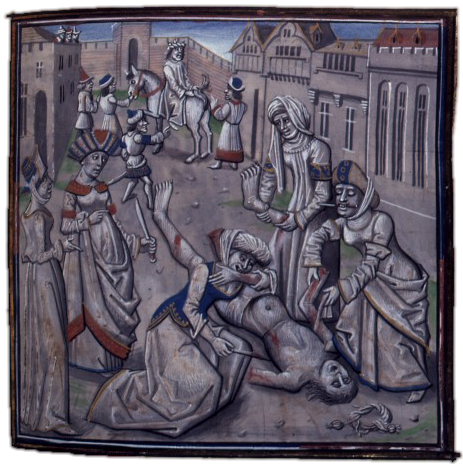
Убийство Андроника Комнина

- 15 марта — Балдуин IV, король Иерусалима
- Луций III (папа римский)
- Балдуин IV Иерусалимский
- Афонсо I, Португальский (Афонсо Завоеватель)